# Røbekk

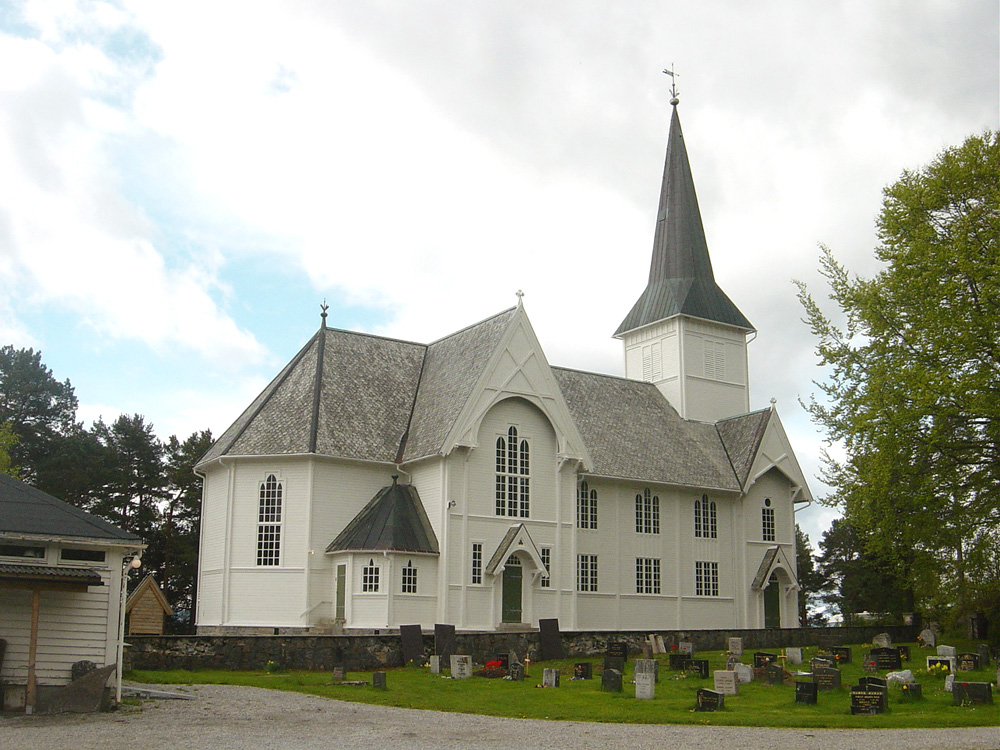
Røbekk kirke

Røbekk est une ancienne localité norvégienne de la commune de Molde. Depuis 2007, Røbekk fait partie de la ville de Molde et en est devenu un quartier. Røbekk comptait 310 habitants au 1er janvier 2007.
Røbekk a une maison de retraite, un presbytère de 1840 et une église datant de 1898. 